# Rhabdotalebra signata
Rhabdotalebra signata är en insektsart som först beskrevs av Mcatee 1926.  Rhabdotalebra signata ingår i släktet Rhabdotalebra och familjen dvärgstritar. Inga underarter finns listade i Catalogue of Life.